# Mohlabi Tsekoa
Mohlabi Tsekoa (né le 13 juillet 1945), est un homme politique lésothien. Il est le Ministre des Affaires étrangères de juin 2002 au 19 novembre 2004 et depuis le 2 mars 2007.
Il est ministre des Finances du 5 juillet 2001 à juin 2002 et ministre de l'Éducation de novembre 2004 à mars 2007.